# L'impostore (film 1944)
L'impostore (The Impostor) è un film del 1944 diretto da Julien Duvivier.